# 世界社会主义运动
世界社会主义运动（英語：The World Socialist Movement，缩写为WSM）是一个社会主义国际政党组织。该组织与大不列颠社会党一同创立于1904年。该组织自称信奉古典马克思主义的世界观，忠诚于被定义为一种与资本主义截然不同的经济制度的社会主义。世界社会主义运动的各成员党与社会民主主义政党和马克思列宁主义政党有很大不同。该组织奉行的意识形态是不可能主义。

## 成员党
- 加拿大 加拿大社会党
- 英国 大不列颠社会党
- 印度 印度世界社会党
- 新西兰 世界社会党
- 美国 美国世界社会党

## 前成员党
- 澳大利亚社会党
- 奥地利 民主社会主义者联盟
- 加拿大 北美社会党
- 愛爾蘭 世界社会党